# Мальабсорбция фруктозы
Мальабсорбция фруктозы (англ. fructose malabsorption), также пищевая непереносимость фруктозы (англ. dietary fructose intolerance) — пищеварительное расстройство, при котором всасывание фруктозы нарушено из-за недостатка белка-переносчика фруктозы в энтероцитах тонкой кишки. Это приводит к повышенной концентрации фруктозы во всём кишечнике.
По симптоматике данное расстройство схоже с синдромом раздражённого кишечника (СРК). Однако среди страдающих СРК распространённость мальабсорбции фруктозы не превышает таковой для нормальной популяции. В некоторых случаях мальабсорбция может быть вызвана заболеваниями, при которых происходит повреждение кишечника, такими, как целиакия.
Мальабсорбцию фруктозы не следует путать с наследственной непереносимостью фруктозы — потенциально опасным для жизни заболеванием, при котором в организме наблюдается дефицит ферментов печени, отвечающих за расщепление фруктозы. Наследственная непереносимость фруктозы встречается у 1 человека на 20 000 — 30 000. 

## Патофизиология
Всасывание фруктозы происходит в тонкой кишке без помощи пищеварительных ферментов. Даже организм здорового человека может усвоить только 25-50 г фруктозы за приём пищи. Люди с нарушением всасывания фруктозы могут усвоить менее 25 г за приём пищи. Одновременное употребление фруктозы и сорбитола может усиливать мальабсорбцию фруктозы. В толстой кишке фруктоза, которая не была усвоена ранее, снижает осмотическое всасывание воды и метаболизируется кишечными бактериями в короткоцепочечные жирные кислоты с выделением водорода, углекислого газа и метана. Повышенная концентрация водорода может быть определяема при помощи водородного дыхательного теста.
Мальабсорбция фруктозы приводит к увеличению осмотической нагрузки, быстрой бактериальной ферментации, изменению моторики желудочно-кишечного тракта, образованию биоплёнки слизистой кишечника и изменениям кишечной микрофлоры. Клиническая значимость этих эффектов зависит от реакции кишечника на них. Среди эффектов мальабсорбции фруктозы также снижение уровня триптофана, фолиевой кислоты и цинка в крови.
Отказ от употребления фруктозы и/или фруктанов позволяет облегчить симптомы у многих пациентов с функциональными расстройствами кишечника.

## Симптомы
Мальабсорбция фруктозы может вызывать желудочно-кишечные симптомы, такие, как абдоминальная боль, вздутие живота, метеоризм и диарея.

## Диагностика
Диагностика подобна определению непереносимости лактозы. В настоящее время используется водородный дыхательный тест. Однако некоторые исследователи заявляют, что этот тест не подходит для диагностики, поскольку отрицательный результат не исключает возможности улучшения состояния при ограничении приёма фруктозы.

## Лечение
На 2015 год не разработано конкретных методов лечения, однако особая диета и фермент ксилозоизомераза могут способствовать нормализации пищеварения. Одновременное употребление фруктозы вместе с глюкозой улучшает усвояемость фруктозы и может предотвратить проявление симптомов мальабсорбции. Например, больные могут хорошо переносить бананы или грейпфрут, поскольку они содержат схожее количество фруктозы и глюкозы, и в то же время плохо переносить яблоки, в которых фруктозы больше, чем глюкозы.

### Ксилозоизомераза
Ксилозоизомераза способствует преобразованию фруктозы в глюкозу. Пищевые добавки на основе ксилозоизомеразы могут снижать симптомы заболевания.

### Диета
Продукты, которых следует избегать при мальабсорбции фруктозы:
- еда и напитки, в которых содержание фруктозы на 100 грамм продукта превышает содержание глюкозы более чем на 0,5 г, а также содержащие более 0,2 г фруктанов на приём пищи. Употребление более 3 грамм фруктозы за один приём пищи называется высокой фруктозной нагрузкой и может провоцировать симптомы мальабсорбции. Однако важность концепта высокой фруктозной нагрузки для успеха диеты не исследована[10];
- продукты со значительным превышением количества фруктозы над количеством глюкозы. Глюкоза улучшает всасывание фруктозы, поэтому продукты с соотношением фруктоза-глюкоза менее 1, например, белый картофель, усваиваются хорошо, в то время как продукты с соотношением более 1, например, яблоки и груши, часто вызывают проблемы, независимо от общего количества фруктозы в них;
- продукты, богатые фруктанами и FODMAP, включая артишоки, спаржу, лук-порей, чеснок и продукты на основе пшеницы, в том числе хлеб, пирожные, пироги, пицца и другие.
- продукты, содержащие сорбит, например, некоторые виды диетических продуктов, слива; ксилит и другие многоатомные спирты, как правило, используемые в качестве подсластителей.

Добавление высокоглюкозных продуктов к высокофруктозным может помочь всасыванию излишков фруктозы.
Роль фруктанов в мальабсорбции фруктозы ещё исследуется. Однако рекомендуется ограничить их употребление 0,5 г на приём пищи. Употребления продуктов, содержащих инулин и фруктоолигосахариды (оба фруктаны), следует избегать.

### Рекомендации по диете
Исследователи Университета Монаша в Австралии разработали рекомендации относительно состава диеты для контроля мальабсорбции фруктозы, в частности, для людей, страдающих синдромом раздражённого кишечника.

#### Нерекомендуемые продукты (с содержанием фруктозы, превышающим содержание глюкозы)
- Фрукты — яблоко, груша, гуава, дыня, папайя, айва, карамбола, арбуз.
- Сухофрукты — яблоко, груша, смородина, финики, инжир, изюм, кишмиш.
- Креплёное вино
- Продукты с добавлением таких сахаров, как нектар агавы, кукурузные сиропы, топинамбуровый сироп, фруктовые концентраты.

## Дальнейшие исследования
Фруктоза и фруктаны относятся к FODMAP, которые могут провоцировать расстройства ЖКТ. Диета с низким содержанием FODMAP может использоваться для борьбы с расстройствами пищеварительной системы, такими как синдром раздражённого кишечника.